# Era Tenshō (Momoyama)
Tenshō (天正?) a fost numele unei ere japoneze (年号 nengō?, numele anului) după era Genki și înaintea erei Bunroku. Această eră acoperă perioada cuprinsă între iulie 1573 și decembrie 1592. Împărații care au domnit au fost Ōgimachi-tennō (正親町天皇?) și Go-Yōzei-tennō (後陽成天皇?).

## Schimbarea erei
- 1573 Tenshō gannen (天正元年?): Numele noii ere a fost creat pentru a marca o serie de războaie regionale. El a fost inspirat dintr-un pasaj al filozofului clasic chinez Lao Zi: „Cei care sunt în pace cu natura aduc tot ce se află sub cer la starea potrivită” (清静者為天下正).

Numele erei Tenshō a fost propus de Oda Nobunaga. Era anterioară s-a încheiat și a început una nouă în Genki 4, ziua a 28-a a lunii a 7-a.

## Evenimente petrecute în eraTenshō
- 1573 (Tenshō 1, luna a 7-a): Ashikaga Yoshiaki a pierdut poziția de shōgun. El și-a ras capul, devenind preot budist. Inițial și-a luat numele preoțesc Sho-san, dar a ajuns în cele din urmă să fie cunoscut sub numele de Rei-o In.[3]
- 1574 (Tenshō 2, luna 1-a): Rebeliune sectară în provincia Echizen.
- 1574 (Tenshō 2, luna a 9-a): Reprimarea rebeliunii sectare de la Nagashima.
- 1576 (Tenshō 3, luna a 5-a): Takeda Katsuyori a condus o armată în provincia Tōtōmi unde a asediat castelul Nagashino. Clanul Tokugawa a apărat castelul, iar Tokugawa Ieyasu a cerut ajutor din partea lui Oda Nobunaga. Ca răspuns, Nobunaga și fiul său, Nobutada, au ajuns la Nagashino cu o forță militară mare. În urma Bătăliei de la Nagashino, armata invadatoare a clanului Takeda a fost nevoită să se retragă.[4]
- 1576 (Tenshō 4): Takeda Katsuyori a ordonat reconstruirea Sanctuarului Asama, aflat la baza Muntelui Fuji în provincia Suruga.[5]
- 1579 (Tenshō 7, luna a 5-a): Organizarea dezbaterii religioase de la Azuchi la Castelul Azuchi.
- 1579 (Tenshō 7, luna a 6-a): Akechi Mitsuhide a devenit stăpân al provinciei Tanba.[6]
- 1579 (Tenshō 8, luna a 11-a): Rebeliunea sectară din provincia Kaga a fost înăbușită
- 1582 (Tenshō 10): Înfrângerea decisivă a armatei lui Takeda Katsuyori de forțele lui Oda Nobunaga a condus la distrugerea clădirilor construite de clanul Takeda la Sanctuarul Asama.
- 1582 (Tenshō 10, luna a 3-a): Bătălia de la Tenmokuzan.[7]
- 1582 (Tenshō 10, luna a 6-a): Incidentul de la Honnō-ji,[8] Bătălia de la Yamazaki,[9] Consiliul de la Kiyosu.
- 20 februarie 1582 (Tenshō 10, ziua a 28-a a lunii a 10-a): O misiune sau ambasadă japoneză în Europa (Tenshō Ken'ō Shisetsu) a navigat de la Nagasaki, iar membrii acesteia nu se vor mai întoarce până în 1590.[1] Ea a fost condusă de Mancio Itō și organizată la inițiativa lui Alessandro Valignano. Deși mai puțin cunoscută și mai puțin documentată decât misiunea diplomatică a lui Hasekura Tsunenaga la Vatican (cunoscută sub numele de „Ambasada Keichō”) în 1613-1620,[10] această inițiativă istorică rămâne o acțiune diplomatică notabilă. Misiunea este uneori denumită „Ambasada Tenshō”, deoarece a fost inițiată în era Tenshō. Această misiune a fost organizată de trei daimyō din vestul Japoniei - Ōmura Sumitada, Ōtomo Sōrin și Arima Harunobu.[11]
- 1583 (Tenshō 11, luna a 4-a): Bătălia de la Shizugatake.[12]
- 1583 (Tenshō 12, luna a 4-a): Bătălia de la Komaki și Nagakute.[13]
- 10 august 1584 (Tenshō 13, ziua a 15-a a lunii a 7-a): Misiunea japoneză în Occident (Tenshō Ken'ō Shisetsu) a ajuns la Lisabona.
- 1584 (Tenshō 13, luna a 7-a): Toyotomi Hideyoshi este numit kampaku de către împăratul Ōgimachi.[14]
- 17 decembrie 1586 (Tenshō 14, ziua a 7-a a lunii a 11-a): Ōgimachi a abdicat în favoarea nepotului său, care avea să devină împăratul Go-Yōzei. Nu a mai existat o astfel de abdicare imperială de la renunțarea la tron a împăratului Go-Hanazono în Kanshō 5. Raritatea abdicărilor este atribuită stării tulburi a Japoniei medievale și faptului că nu exista nici o reședință în care să poată trăi un fost împărat și nici fonduri excedentare în vistieria țării care să permită susținerea unui fost împărat.[15]
- 1586 (Tenshō 14, luna a 12-a): A fost aranjată o căsătorie între sora cea mai mică a lui Hideyoshi și Tokugawa Ieyasu.[16]
- 1586 (Tenshō 14, luna a 12-a): Kampaku-ul Toyotomi Hideyoshi a fost numit Daijō-daijin.
- 1587 (Tenshō 15): Au fost bătute monezile din aur sau argint numite Tenshō-tsūhō. Monezile de aur (Tenshō-ban) cântăreau 165 de grame, iar aceste monede cu formă ovală valorau 10 ryō.
- 1588 (Tenshō 16, luna a 7-a): Împăratul Go-Yōzei a vizitat conacul lui Toyotomi Hideyoshi; decret privind „vânătoarea săbiilor”
- 1590 (Tenshō 18, luna a 7-a): Hideyoshi a condus o armată la Kantō unde a asediat castelul Odawara. Când cetatea a căzut, Hōjō Ujimasa a murit și fratele său, Hōjō Ujinao, s-a supus puterii lui Hideyoshi, punând astfel capăt unei perioade de război civil, care a continuat neîntrerupt din timpul erei Ōnin (1467).[17]
- 1592 (Tenshō 20, luna a 4-a): Războiul Imjin a început cu Asedierea Busanului.

În 1589-1590 (în cel de-al 23-lea an al domniei regelui Seonjo de Joseon), o misiune diplomatică condusă de Hwang Yun-gil a fost trimisă în Japonia. Ambasadorul regelui Joseon a fost primit de Hideyoshi.

## În cultura populară
Intriga ficțională a filmului clasic Cei șapte samurai (1954) al lui Akira Kurosawa are loc în al 15-lea an al erei Tenshō.

## Legături externe
- National Diet Library, "The Japanese Calendar" -- historical overview plus illustrative images from library's collection

| Predecesor: Genki (元亀?) | Eră sau nengō Tenshō (天正?) 1573–1592 | Succesor: Bunroku (文禄?) |